# Miércoles de Ceniza (película de 1973)
Miércoles de ceniza (en inglés, Ash Wednesday) es una película dramática estadounidense de 1973 dirigida por Larry Peerce, protagonizada por Elizabeth Taylor y producida por Dominick Dunne. El guion de Jean-Claude Tramont se centra en el efecto de la cirugía estética a gran escala sobre la vida de una mujer casada de mediana edad.

## Sinopsis
Bárbara (Elizabeth Taylor), una mujer madura con un matrimonio en crisis, decide hacerse la cirugía estética para parecer más joven y reconquistar a su marido Mark (Henry Fonda). Tras la operación, que ha resultado un éxito, Bárbara espera a su esposo en una estación alpina para darle una sorpresa, pero antes de reencontrarse con él, conoce a un atractivo joven que la seduce. Ella cae rendida a sus encantos aprovechando su rejuvenecimiento. Cuando vuelve a reencontrarse con Mark, éste le dice que ha conocido a una muchacha más joven. 

## Reparto
- Elizabeth Taylor como Barbara Sawyer.
- Henry Fonda como Mark Sawyer.
- Helmut Berger como Erich.
- Keith Baxter como David.

## Recepción

### Crítica
La recepción crítica de la película fue razonablemente favorable, particularmente para Taylor, quien fue nominada para un Globo de Oro. La reseña de Rex Reed en The New York Times equivalía a una carta de amor a Taylor: «Es sutil, sensible, resplandece con frescura y belleza, cincuenta libras más liviana, su cabello está peinado simplemente, su ropa deslumbrante, su maquillaje es una sinfonía de perfección. Para aquellos que crecieron enamorados de Elizabeth Taylor, la película es pura magia. Ella es una vez más el tipo de carpas estrella que se iluminan.»
Variety estuvo de acuerdo: «Taylor, vestida a la moda y adornada con joyas, lleva la película casi sola. Fonda es excelente en su aspecto culminante, una idea de reparto inusualmente excelente. La actuación de Taylor también es muy buena, y en relación con muchos de sus papeles recientes, esta es una de las más fuertes y efectivas en algún tiempo. Su belleza sigue siendo sensacional.» 

### Reconocimiento
- Premios Globo de oro a la Mejor Actriz - Drama a Elizabeth Taylor (nominada)